# Банска българска православна община
 Тази статия е за православната община.  За протестантската вижте Банска българска протестантска община.  
Банската българска православна община е гражданско-църковно сдружение на българите екзархисти, създадено около 1850 година в село Банско, тогава в Османската империя.

## История
Създаването на православната община в Банско датира от средата на XVIII век. От 1798 година е касовият дневник с приходите и разходите на общината. В 1833 година в Банско се създава общоселски съвет, начело с Лазар Герман. Неговата цел е осигуряване на пари и материали за построяване и украса на църквата „Света Троица“, завършени в 1835 година. Общината е продължение на този селски съвет. В нея влизат видните търговци и представители на еснафите в Банско. Основните цели на общината са борба за църковна независимост и развитие на българската просвета – в 1857 година общината изгражда нова училищна сграда, а взаимното училище става класно. В 1857 година общината организира и строежа на камбанарията на „Света Троица“, а в 1865 година монтирането на часовник. През 1870-те години общината започва да се бори и с появилата се в Разлога протестантска пропаганда. Общината издържа бежанците и подпомага издръжката на българската войска по време на Балканската война в 1912 година. В 1912 година е избрана нова община от пет члена, начело с Асен Тодев, която става част от българската административна система.